# Gran Premio de Rusia

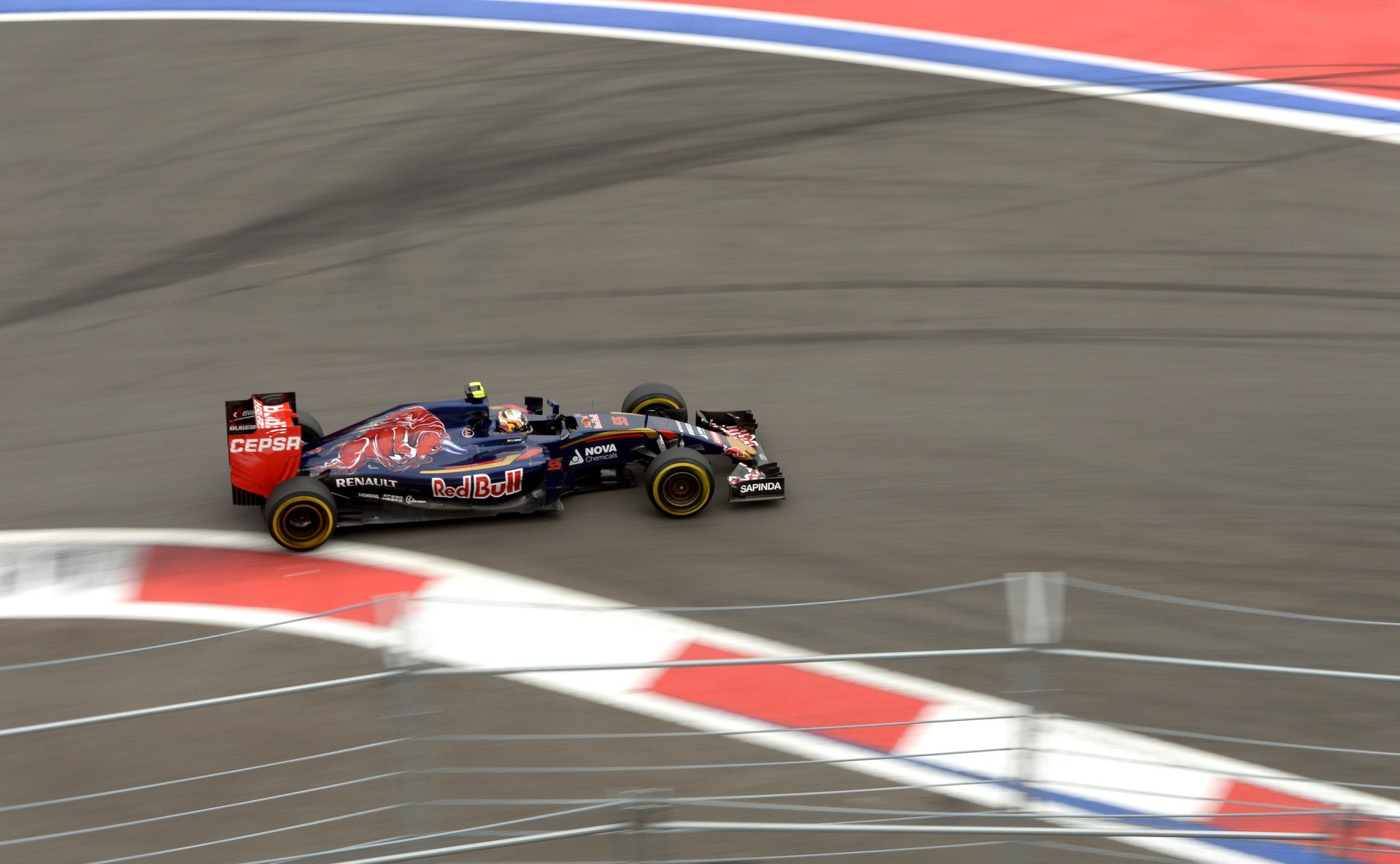
Carlos Sainz Jr. durante el Gran Premio de 2015.

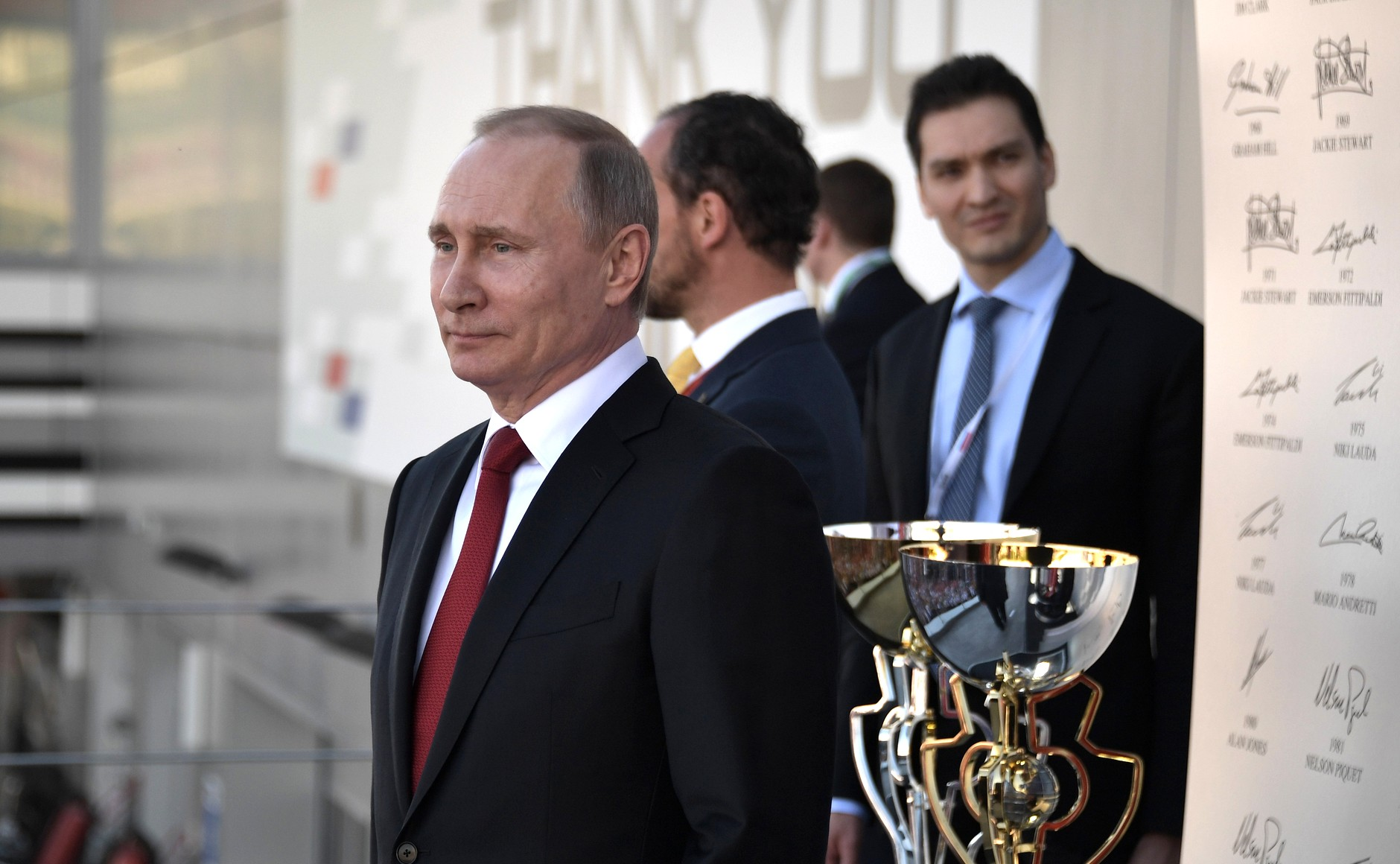
Vladímir Putin, previo a la ceremonia del podio de la edición de 2017.

El Gran Premio de Rusia (en ruso: Гран-при России) fue una carrera de automovilismo celebrada por primera vez brevemente durante la década de 1910 en la ciudad de San Petersburgo. Para el 100.º aniversario del último Gran Premio de Rusia, el Gran Premio de Rusia se volvió disputar a partir de la temporada 2014, esta vez como prueba válida para el Campeonato del Mundo de Fórmula 1 y en el Circuito de Sochi. Bernie Ecclestone, después de varias décadas de intentar volver a establecer la carrera, y el jefe de Tecnologías para el Desarrollo Compartido con el Centro Mijaíl Kapirulin en el Krai de Krasnodar, Rusia, firmaron oficialmente un contrato con el asistente del primer ministro ruso, Vladímir Putin, para una carrera que se celebrará en el Black Sea Resort de la ciudad de Sochi, en el mismo lugar que albergó la sede para la realización de los Juegos Olímpicos de invierno de Sochi 2014.

## Antecedentes

### Antes de la Primera Guerra Mundial
La celebración del Gran Premio ruso se realizó en dos ocasiones, en 1913 y 1914 en un circuito organizado en la ciudad de San Petersburgo. La primera carrera fue ganada por el piloto ruso G. Surovin, mientras que el alemán Willy Scholl ganaría el evento de 1914. La carrera fue abandonada tras el estallido de la Primera Guerra Mundial y la Guerra Civil Rusa, y no se volvió a disputar con el surgimiento de la Unión Soviética.

### Primer intento de llevar la Fórmula 1

#### Gran Premio de la Unión Soviética
Los planes para un Gran Premio en Rusia surgieron en la década de 1980, con un circuito propuesto en la ciudad de Moscú ejecutándose bajo el título de Gran Premio de la Unión Soviética. La carrera fue incluida en un calendario provisional para 1983, pero las trabas burocráticas impidieron que el Gran Premio se llevase a cabo. De hecho, Hungría fue el primer país comunista en organizar una carrera en su territorio, cuando ésta se unió al calendario en 1986.

## Gran Premio de Rusia moderno
En 2001, Vladímir Putin, quien entonces se desempeñaba como presidente de Rusia, había expresado su apoyo personal al proyecto del "anillo Pulkovskoie" cerca del aeropuerto de Pulkovo, pero la carrera nunca se convirtió en realidad. Otro intento en 2003, con el consejo de Moscú, la aprobación de un proyecto para construir una pista en la zona de Molzhaninovski en el Distrito Norte de Moscú, que se conocería como Nagatino Island. El proyecto fue abandonado después de una disputa sobre el contrato comercial. En septiembre de 2008, se reveló que el trabajo iba a comenzarse en un circuito de Fórmula 1 que se ubicaría en la ciudad de Fediukino,  distrito de Volokolamski de la provincia de Moscú, aproximadamente a 77 kilómetros de distancia de Moscú, siendo diseñado por Hermann Tilke. Conocida en ese entonces como la "pista de carreras de Moscú", la pista fue diseñada para albergar carreras tanto la Fórmula 1 y la Moto GP.
Vitali Petrov se convirtió en el primer ruso piloto de Fórmula 1 en 2010, cuando se unió al equipo Renault, adicionándole un nuevo impulso al proyecto. Bernie Ecclestone expresó su deseo de ver la Fórmula 1 en su viaje a Rusia en un circuito en o cerca a Moscú o en la ciudad balneario de Sochi, y que más tarde aseguró los derechos para organizar dicha carrera. Los planes fueron dados a conocer en que sería un circuito de 5,5 kilómetros alrededor de la Villa Olímpica donde se disputarán los Juegos Olímpicos de Invierno de Sochi 2014, en la costa del Mar Negro, haciendo un acuerdo en el lugar para albergarla durante siete años, desde 2014 a 2020.
En 2016 se cambió la fecha habitual a la que se venía realizando (octubre) para cerrar la primera parte de la gira asiática y unirla con la primera parte de carreras en Europa.
Después de las ediciones de 2016 y 2017, el Gran Premio regresa a formar parte de la gira asiática en 2018 luego del retiro del Gran Premio de Malasia.
En el año 2023 iba a ser cambiado del circuito del Autódromo de Sochi al circuito cercano a la ciudad de San Petersburgo, el Igora Drive.
No obstante, producto de las sanciones al país tras la Invasión rusa de Ucrania de 2022, el contrato del Gran Premio se dio por terminado, no disputando ni la edición de 2022 ni las posteriores.

## Ganadores
Los Eventos celebrados que no formaron parte del Campeonato Mundial de Fórmula 1 se indican en fondo de color rosa.
| Año         | Piloto              | Equipo/Motor   | Circuito        | Resultados     |
| ----------- | ------------------- | -------------- | --------------- | -------------- |
| 1913        | Georgy Suvorin      | Mercedes-Benz  | San Petersburgo | Resultados     |
| 1914        | Willy Schöll        | Mercedes-Benz  | San Petersburgo | Resultados     |
| 1915 - 2013 | No se disputó.      | No se disputó. | No se disputó.  | No se disputó. |
| 2014        | Lewis Hamilton      | Mercedes       | Sochi           | Resultados     |
| 2015        | Lewis Hamilton (2)  | Mercedes       | Sochi           | Resultados     |
| 2016        | Nico Rosberg        | Mercedes       | Sochi           | Resultados     |
| 2017        | Valtteri Bottas     | Mercedes       | Sochi           | Resultados     |
| 2018        | Lewis Hamilton (3)  | Mercedes       | Sochi           | Resultados     |
| 2019        | Lewis Hamilton (4)  | Mercedes       | Sochi           | Resultados     |
| 2020        | Valtteri Bottas (2) | Mercedes       | Sochi           | Resultados     |
| 2021        | Lewis Hamilton (5)  | Mercedes       | Sochi           | Resultados     |

## Estadísticas

### Pilotos con más victorias
| Victorias | Piloto          | Años                         |
| --------- | --------------- | ---------------------------- |
| 5         | Lewis Hamilton  | 2014, 2015, 2018, 2019, 2021 |
| 2         | Valtteri Bottas | 2017, 2020                   |
| 1         | Nico Rosberg    | 2016                         |

### Constructores con más victorias
| Victorias | Constructor | Años                                           |
| --------- | ----------- | ---------------------------------------------- |
| 8         | Mercedes    | 2014, 2015, 2016, 2017, 2018, 2019, 2020, 2021 |

### Motores con más victorias
| Victorias | Motor    | Años                                           |
| --------- | -------- | ---------------------------------------------- |
| 8         | Mercedes | 2014, 2015, 2016, 2017, 2018, 2019, 2020, 2021 |